# Johann Caspar Hock
Johann Caspar Hock (* 22. Februar 1799; † 25. Januar 1871 in Frankfurt am Main) war ein Politiker der Freien Stadt Frankfurt.
Johann Caspar Hock war Schneidermeister in Frankfurt am Main. 1846–1847 gehörte er dem Gesetzgebenden Körper an. Am 25. Oktober 1848 wurde er in die Constituierende Versammlung der Freien Stadt Frankfurt gewählt.